# Черницыно (Грязовецкий район)
Черни́цыно — деревня в Грязовецком районе Вологодской области России, на реке Комья.
Входит в состав Перцевского муниципального образования, с точки зрения административно-территориального деления — в Перцевский сельсовет.
Расстояние по автодороге до районного центра Грязовца — 42 км, до центра муниципального образования Слободы — 14 км. Ближайшие населённые пункты — Бурцево, Мокрынино, Дроздово.
По переписи 2002 года население — 3 человека.